# أحمد فاضل الزيمور
أحمد فاضل الزيمور (ولد في 26 يوليو 1997 في المنامة، البحرين) لاعب كرة قدم بحريني يجيد اللعب في مركز الظهير الأيسر. يلعب حاليا لصالح الخالدية البحريني منذ 2021.